# Ярослав Крейчі (молодший)
Ярослав Крейчі-молодший (чеськ. Jaroslav Krejčí ml.; 13 лютого 1916, Полешовице, Моравія, Австро-Угорщина — 16 лютого 2014, Ланкастер, Англія, Велика Британія) — чеський соціолог, юрист, політик.

## Біографія
Народився в родині молодорейчі, майбутнього відомого політика. Навчався на юридичному факультеті Карлового університету в Празі, після чого займався дослідженнями з макроекономіки. З 1936 р. був активістом Чеської соціал-демократичної партії. Під час 2-ї світової війни брав участь у підпільному русі, за що після війни був відзначений військовими нагородами. Його батько, Ярослав Крейчі-старший, обіймав посаду голови окупаційного уряду, але знав про діяльність сина і приховував її від німецьких властей; після війни засуджений. Помер у в'язниці.
Із закінченням війни Ярослав Крейчі-молодший працював у Держплані Чехословаччини, де у 1947 р. створив групу соціал-демократів, що протистояли прийняття першого п'ятирічного плану, який лобіювали комуністи. У період 1946—1951 рр. працював у Вищому політичному і соціальному училищі, де з 1947 р. займав посаду доцента, а в 1949—1952 рр. працював у Вищій економічній школі у Празі. Після злиття соціал-демократичної партії з комуністичною відмовився вступити в компартію, працював у Чехословацькому державному банку.
У 1954 р. заарештований за звинуваченням у державній зраді, засуджений до 10 років позбавлення волі, звільнений за амністією у 1960 р. У серпні 1968 р., відразу після придушення Празької весни, втік до Великої Британії. З 1969 р. викладав комплексну дисципліну (соціологія, економіка, історія, право і політологія) в Ланкастерському університеті у Великій Британії, професором якого став у 1976 р.
З 1990 р. знову в Чехословаччині, брав участь у діяльності відродженої соціал-демократичної партії.